# Wolfgang Schulte (Politiker)
Wolfgang Schulte (* 30. September 1947 in Paderborn) ist ein deutscher Politiker (SPD).

## Leben
Nach seinem Abitur im Jahr 1967 studierte Schulte Jura und Volkswirtschaft in Münster und Kiel. 1973 trat Schulte in die SPD ein. Seine große juristische Staatsprüfung legte er 1976 ab, danach war er als wissenschaftlicher Mitarbeiter an der Universität Kiel tätig. 1978 erfolgte die Promotion.
Ab 1977 arbeitete Schulte beim schleswig-holsteinischen Innenministerium. Im Jahr 1979 wechselte Schulte nach Bonn als Referent der SPD-Bundestagsfraktion. Ab 1981 war er Mitarbeiter im Bundesministerium der Finanzen.
Am 22. April 1985 bestimmte ihn die Ludwigshafener SPD zum Nachfolger von Günther Janson als Beigeordneten für Soziales und Jugend. Am 30. Oktober 1991 wurde Schulte Bürgermeister. Zum 1. Juli 1993 wurde Schulte nach dem Rücktritt von Werner Ludwig Oberbürgermeister der Stadt Ludwigshafen am Rhein.
Schulte setzte bauliche Akzente wie Neubau des Bahnhofs Ludwigshafen (Rhein) Mitte sowie des Berliner Platzes. Auf der Industriebrache der Gießerei Halberg plante er die Nutzung für hochwertigen Wohnungsbau, um die Stadt an den Rhein zu entwickeln. Dies erfolgte in Anlehnung an die Umnutzung von Brachflächen des Rotterdamer Hafens durch die Immobiliengesellschaft der ING. bank. Mit dem Neubau des Ostasieninstituts der Hochschule 1997 wurde das erste Gebäude realisiert. Er verfolgte vielfältige Ansätze zur Modernisierung der Verwaltung und Stadterneuerung. Insbesondere wegen der Beauftragung der Unternehmensberatung McKinsey schlug ihm jedoch, auch aus der eigenen Partei und Stadtrats-Fraktion, viel Widerstand entgegen. Der Umbau der Walzmühle in ein Einkaufszentrum und das Gewerbegebiet „Westlich der B9“ waren Projekte seiner Amtszeit. Bereits nominiert, verzichtete Schulte im Jahr 2000 schließlich auf eine erneute Kandidatur für die Direktwahl des Oberbürgermeisters im Jahr 2001.
Er ist heute in Ludwigshafen als Rechtsanwalt tätig, wo er im Jahr 2004 eine eigene Kanzlei eröffnete.